# Елизавета (дочь Иштвана V)
Елизаве́та Арпад (венг. Árpád-házi  Erzsébet; около 1255 — до 1323) — одна из дочерей венгерского короля Иштвана V из династии Арпадов и его жены Елизаветы Куманской. Елизавету с детства постригли в монахини, однако она дважды была замужем, при этом оба раза её похищали. Мужьями Елизаветы были сербский король Стефан Урош II Милутин и могущественный чешский магнат Завиш из Фалькенштейна. Оба мужа находились в недопустимой степени родства с ней с точки зрения церкви. Брак с Завишем не признавался Венгерской церковью, брак с Милутином — Сербской. Елизавета почиталась Венгерской церковью как блаженная, о браках в её житии почти не упоминается.

## Биография

### Происхождение и ранние годы
Отцом Елизаветы был венгерский король Иштван V, а матерью — Елизавета Куманская, дочь половецкого (куманского) хана Котяна. Брат Елизаветы — король Ласло IV Кун, сёстры — Мария (жена неаполитанского короля Карла II), Каталина (жена сербского короля Драгутина) и Анна (жена византийского императора Андроника II Палеолога). Согласно письму архиепископа Эстергома Лодомера от 8 мая 1288 года папе Николаю IV и Анонимному донесению от 1308 года, к 1288 году Елизавете было 32-34 года, 26 лет из которых она прожила в монастыре . Таким образом, можно датировать рождение Елизаветы 1254—1256 годами. Совсем маленьким ребёнком она была отдана в доминиканский монастырь на Заячьем острове. Этот монастырь был основан дедом Елизаветы, Белой IV, для своей дочери Маргариты, которую он по обету посвятил Богу. В 1259 году Иштван подтвердил грамотой привилегии монастыря, основанного его отцом, и упомянул Елизавету. Вероятно, именно тогда девочка поселилась в обители.
О годах монашеской жизни Елизаветы мало что известно. Документ 1265 года и житие её тети, Маргариты, кратко упоминают её как проживавшую в монастыре. Маргарита умерла в 1270/71 году и, согласно документам,  пожелала, чтобы следующей настоятельницей стала Елизавета. Процветание монастыря в годы жизни в нём Елизаветы зафиксировано в многочисленных документах этого времени. По распоряжению Ласло с 1287 года монастырь имел право на получение налогов от ярмарки Буды. Многочисленные владения и большое количество последующих пожертвований королевской семьи сделали монастырь одним из самых богатых церковных учреждений Венгрии в конце XIII века. 

### Завиш из Фалькенштейна
Завиш из Фалькенштейна был любовником, а потом и мужем Кунигунды, вдовы короля Чехии Пржемысла Отакара II. В сентябре 1285 года, через три месяца после официального венчания, Кунигунда умерла, но Завиш сохранил влияние на её сына, Вацлава II.
Известно, что Елизавета имела большое влияние на своего брата, короля Ласло IV Куна. Об этом свидетельствует тот факт, что по её требованию законная жена Ласло Елизавета Сицилийская была заключена в монастыре в период с сентября 1286 года по август 1287 года. Архиепископ Эстергома Лодомер писал, что «змеиное семя раздора между королём и его женой было посеяно» сестрой короля Елизаветой. Около 1287/1288 Завиш прибыл в Венгрию, возможно, чтобы договориться о союзе. Возможно, именно влияние Елизаветы на Ласло послужило причиной того, что Завиш решил на ней жениться. Елизавета была похищена из монастыря и стала женой Завиша 4 мая 1288 года. Похищение осуществили люди Ласло. По этому поводу король якобы сказал: «Если бы у меня было пятнадцать сестер или больше, я бы вытащил их из женских монастырей и отдал в законные или незаконные браки, чтобы обеспечить себе родственников, готовых помочь мне делать то, что я хочу». Лодомер с возмущением сообщал папе Николаю IV о похищении Елизаветы Завишем в письме от 8 мая 1288 года. Архиепископ выразил уверенность, что Елизавета была похищена по собственному желанию. Кроме этого, Лодомер обвинял Завиша и Елизавету в инцесте, утверждая, что их связывала «вторая степень родства».
Елизавета просила Лодомера признать брак, но он отказал. После этого Завиш с Елизаветой укрылись в Чехии в замке Завиша, где Елизавета родила мальчика. Во время отсутствия Завиша в Богемии его враги настроили Вацлава II против отчима, присвоившего себе владения Кунигунды. После рождения сына Завиш решил пригласить короля на крещение, но Вацлав настоял на приезде Завиша в Прагу для вручения приглашения лично. Когда Завиш прибыл к королю в январе 1289 года, он был арестован и от него в ультимативной форме потребовали вернуть в казну замки и земли Кунигунды. Завиш отказался выполнить это требование короля, после чего его обвинили в государственной измене и казнили. Завишу отрубили голову 24 августа 1290 года на глазах его братьев у стен замка Фрауенберг. 
Неизвестно, что делала Елизавета после казни мужа. Вероятно, она опять удалилась в монастырь.

### Стефан Урош Милутин
По заданию Ласло Елизавета поехала Сербию, где жила их сестра Каталина, бывшая замужем за королём Драгутином. При дворе Драгутина её и увидел брат Драгутина Милутин. Согласно сообщению Георгия Пахимера, Елизавета была «захвачена» Милутином против воли. Хронист не включал Елизавету в число жён Милутина и называл эти отношения «постыдными и прелюбодейными». Этот брак тоже с самого начала создавал проблемы:
- во-первых, Елизавета нарушила монашеские обеты[19];
- во-вторых, она принадлежала к Римско-католической церкви, тогда как её муж был православным[19];
- в-третьих, старший брат Стефана Милутина, Стефан Драгутин, был женат на Каталине, старшей сестре Елизаветы. Два брата не могли быть женаты на двух сёстрах —  с точки зрения и католиков, и православных такие отношения считались недопустимыми[19];
- кроме того, первая жена Милутина ещё была жива[19].

Мать Милутина, Елена Анжуйская, обратилась к папе с просьбой о признании брака недействительным, а Елизавета была отправлена обратно в монастырь на Заячьем острове. Донесение доминиканца Гильома Адама, побывавшего в Сербии в 1332 году, и анонимное донесение 1308 года связывают отказ Милутина от Елизаветы с планируемым браком Милутина и Симониды Палеолог.

### Датировка брака с Милутином
Существуют две точки зрения на дату брака Елизаветы с Милутином. Согласно первой из них, этот брак состоялся до брака с Завишем (то есть, до 1287 года), согласно второй — наоборот (то есть, после 1290 года). При этом, если по поводу дат начала и конца брака с Завишем неясностей нет (1287—1290), то о браке с Милутином такого сказать нельзя. Запутанная личная жизнь Милутина привела к тому, что последовательность и датировка его браков и имена матерей его детей до сих пор являются предметом дискуссий. В различном порядке помимо Елизаветы называются следующие женщины: неизвестная по имени сербка (возможно, Елена), неизвестная по имени дочь Иоанна I Дуки, Анна Тертер, Симонида Палеолог.
- Согласно первой версии, идущей от  Георгия Пахимера, Елизавета Венгерская была не женой, а сожительницей Милутина (до Анны Тертер)[22][23][24].

- По второй версии, идущей от Никифора Григоры, Елизавета была второй женой Милутина, после дочери Иоанна Дуки и перед Анной Тертер[k 4].

- По третьей версии Елизавета была третьей женой Милутина[25][26][24][27].

- Доминиканский монах Гильом Адам писал в 1332 году, что у Милутина было лишь две законных жены: Елизавета и Симонида[22].

#### Датировка до 1287 года
В 1284 году Милутин женился на Анне Тертер. Поэтому, если считать брак с Милутином первым у Елизаветы, его следует датировать не «до 1287 года», а «до 1284 года». Это традиционная датировка, и до середины XX века она доминировала среди учёных, опиравшихся в основном на слова Григоры. Например, К. Иречек придерживался точки зрения, что Милутин был первым мужем Елизаветы. В. Чорович также относил брак Милутина и Елизаветы к периоду до 1284 года и писал: «Он женился во второй раз на Елизавете, сестре своей невестки Катарины, жены Драгутина. Елизавета была монахиней. От неё у него была дочь со странным именем. Через короткое время в 1284 году он её прогнал». Некоторые современные историки также согласны с традиционной версией. В частности, историки Л. Максимович, С. Мандич и Ж. Файфрич сохраняют традиционную датировку брака с Елизаветой, однако включают в список сербскую жену Елену.
Сторонники этих версий, считающие, что отношения Милутина с Елизаветой имели место до брака с Анной Тертер, приводят следующие аргументы, помимо сообщения Григоры:
- Во-первых, брат Елизаветы, Ласло IV Кун, умер в 1290 году. В связи с этим брак с Елизаветой после 1290 года не приносил бы пользы Милутину[16].
- Во-вторых, в венгерских источниках в период 1283—1285 года Елизавета не упоминается[16].
- В-третьих, венгерские источники после 1285 года упоминают её без того уважения, с которым писали о ней ранее[16].

#### Датировка после 1290 года
Другие исследования, посвящённые личной жизни Милутина, учитывают и альтернативные источники. Эти версии опираются, в том числе, на анонимное донесение 1308 года, прямо указывающее, что брак с Милутином был заключён после казни Завиша: 
Четвертая дочь  Стефана Венгерского была пострижена в монастырь, где она оставалась до 32 лет, после чего она оставила рясу и вышла замуж за богемского дворянина, а после смерти последнего — за короля Рашки, которому она родила дочь.Анонимное донесение от 1308 года
Таким образом, женой Милутина, пусть и не признанной церковью, по этой версии она могла стать не ранее 1290 года. Историк В. Бастованович датирует заключение брака (начало отношений) с Елизаветой так: от 1292 до 1296 года.
- Одним из доводов является политическая ситуация: в 1292 году брак с Анной Тертер перестал быть Милутину полезным, поскольку её отец уже не был царём, а брат жил как заложник в Орде[k 5]. Поэтому возможно, что Анна жила отдельно от Милутина уже с 1292 года.

- Подтверждением того, что Милутин не жил с Анной в 1296 году, служит то, что она отсутствует на написанной в 1296 году фреске в Церкви Святого Ахиллия: в притворе храма на южной стене представлены св. Ахиллий, Милутин, Драгутин и жена Драгутина Каталина[33][34][35]. В таком случае вероятно, что именно в это время, в 1292/96—1299 годах, Милутин жил с Елизаветой Венгерской. Эти отношения Сербская церковь не признавала, и нигде в хрониках Елизавета не упоминалась как «королева сербов»[30]. В анонимном донесении написано, что «Милутин имел одновременно многих жён»[k 2]. Вероятно, имелись в виду 1292/96 — 1299 годы, когда жёнами Милутина были и Анна Тертер, и Елизавета[36].

- Сторонники этой версии обращают внимание на письмо епископа Лодомера. Сообщая папе о побеге Елизаветы из монастыря, архиепископ указывал, что она до 32 лет жила в монастыре перед побегом с Завишем, и не упоминал о Милутине[37].

| Согласно Пахимеру                                              | Согласно Григоре                                                | Согласно Гильому Адаму                                   | Согласно Ж.Файфричу и Л. Максимовичу                          | Согласно В. Бастовановичу                                      |
| -------------------------------------------------------------- | --------------------------------------------------------------- | -------------------------------------------------------- | ------------------------------------------------------------- | -------------------------------------------------------------- |
| 1) Елена (неизвестная жена) (1272—1282, развод — ум. 1298)     | -                                                               |                                                          | 1) Елена (неизвестная жена) (1272—1282, развод — ум. 1298)    | 1) Елена (неизвестная жена) (1272—1282, развод — ум. 1298)     |
| 2) Дочь правителя Фессалии Иоанна I Дуки (1282—1283, развод)   | 1) Дочь правителя Фессалии Иоанна I Дуки (1272/82—1283, развод) |                                                          | 2) Дочь правителя Фессалии Иоанна I Дуки (1282—1283, развод)  | 2) Дочь правителя Фессалии Иоанна I Дуки (1282—1283, развод)   |
|                                                                |                                                                 |                                                          |                                                               | 3) Анна Тертер (1284—1296, развод)                             |
| Елизавета Венгерская дочь Иштвана V (сожительство в 1283—1284) | 2) Елизавета Венгерская дочь Иштвана V (1283 −1284, развод)     | 1) Елизавета Венгерская дочь Иштвана V (? −1299, развод) | 3) Елизавета Венгерская дочь Иштвана V (1279/83-1284, развод) | Елизавета Венгерская дочь Иштвана V (сожительство в 1296—1299) |
| 3) Анна Тертер (1284—1299, развод)                             | 3) Анна Тертер (1284—1299, развод)                              |                                                          | 4) Анна Тертер (1284—1296, развод)                            |                                                                |
| 4) Симонида Палеолог (1299—1321, смерть Милутина)              | 4) Симонида Палеолог (1299—1321, смерть Милутина)               | 2) Симонида Палеолог (1299—1321, смерть Милутина)        | 5) Симонида Палеолог (1299—1321, смерть Милутина)             | 4) Симонида Палеолог (1299—1321, смерть Милутина)              |

### Дети
От Завиша из Фалькенштейна:
- Янош (1288—1346 ?)[15][39][37].

От Стефана Уроша Милутина:
- дочь «со странным именем» Зорица (Зарица)[28], вероятно, означающим царица (лат. Zariza, Zarizam, серб. Carica)[40]. В 1308 году Милутин начал переговоры с Карлом Валуа и обратился к Клименту V с предложением унии. Вскоре он, однако, понял, что такой союз не принесёт ему выгод. Далеко идущих последствий эти переговоры не имели, однако документы сохранили обещание Милутина отдать свою дочь Зорицу в жёны сыну Карла Валуа, Карлу Алансонскому. Помимо договора Милутина с Карлом Валуа, Зорица упоминается в Анонимном донесении, написанном в 1308 году [41][16][k 2]. Она также изображена на фреске в Грачанице[41].
- Анна Неда, первая жена Михаила III Шишмана и мать Ивана Стефана[42][43]. Согласно письму короля Роберта Мудрого, Анна была ему кузиной. Это могло быть лишь в том случае, если её матерью была Елизавета[44].
- Стефан Константин. Сторонники версии, что Милутин был первым мужем Елизаветы, допускают, что она была матерью Стефана Константина[1].

## Последние годы, смерть и легенда
В 1290 году, ещё при жизни Ласло, Елизавета в последний раз упоминалась в венгерских документах — в грамоте Ласло она названа «наша любимая сестра». С 1290 по 1300 годы о жизни Елизаветы нет документальных свидетельств. 9 июля 1300 года она уехала из Венгрии в Манфредонию (Неаполитанское королевство) к своей сестре Марии, жене короля Карла II. В 1301 году Елизавета вторично приняла постриг в доминиканском монастыре Сан-Пьетро, основанном Карлом. В последующие годы она изредка упоминалась в документах Неаполитанского королевства. Согласно записи от 2 марта 1303 года, Елизавете выделялось 30 унций золота в год на содержание. 18 ноября 1306 года она погасила долг Карла II. 9 июля 1308 года и в 1313 годах Елизавета упоминалась в документах монастыря. В записях 1326 года о наследстве сестры Елизаветы, Марии, умершей в 1323 году, Елизавета упомянута как скончавшаяся. Это означает, что умерла Елизавета между 1313 и 1326 годами. Возможно, к моменту смерти Марии в 1323 году Елизаветы уже не было в живых, есть неподтвержденные данные, что она умерла до июля 1322 года.
Место захоронения Елизаветы неизвестно. Согласно источникам, она была захоронена в монастыре Сан-Пьетро. Поздние (начиная с XVI века) тексты и легенды называют местом её захоронения Заячий остров, рядом с могилой её отца.
Елизавета почиталась как блаженная. Иезуит Габор Хевенеши, написавший книгу о святых венгерских королях, посвятил Елизавете главу. В житии Елизаветы отсутствуют упоминания о её браке с Милутином, а о браке с Завишем упоминается вскользь. Согласно житию, Елизавета стремилась подражать своей тётке, святой Маргарите, Венгрию покинула по повелению папы и поселилась в монастыре, построенном её сестрой.

## Комментарии
1. 1 2  Оригинальный текст (лат.)Anonymi multitudinem uxorum simul actu habens inter quas habet nunc  filiam imperatoris Constantinopolitani cum qua habet magnam terram in Grecia circa Thessalonicam. Filium nullum habet, sed tamen quendam bastardum a quadam communi muliercula et unam filiam quam habuit a filia regis Hungarie, sorore regine Sicilie, que fuit monialis professa et uelata XXXIIII annis et in monasterio inclusa.  Filie enim sue iam dicte dedit duos maritos, bastardo etiam duas uxores.Anonymi Descriptio[3]
2. 1 2 3 4  Оригинальный текст (лат.)Quartam posuit in monasterio ubi iacet corpus prefate uirginis Margarite, sororis sue, in quo stetit per triginta duos annos.
Postmodum apostatauit et nobilem quendam de Bohemia duxit in maritum. Quo mortuo duxit regem Rasie in uirum et ex ea dictus rex  Rasie habet filiam quam uellet tradere domino Carolo, uel filio suo.Anonymi Descriptio[4]
3. ↑  Имя фессалийской жены Милутина не указано в источниках, как и имя самой первой жены. Предполагалось ранее, что  Елена звали фессалийскую жену, потому что, в церкви Джурджеви-Ступови на фреске, датируемой 1282—1283 годами, рядом с Милутином изображена «Елена королева сербов»[18]. Эта фреска по  ряду причин (титулатура, знаки отличия и одеяние Милутина, совместное изображение двух братьев, сидящих на встрече) датируется 1282—1283 годами сразу после собора в Дежево[серб.]. В то же время жена Милутина королева Елена появляется на сербской иконе в базилике Святого Николая в Бари. Справа от Св. Николая изображён Милутин, а слева от него — королева Елена, жена, и другая Елена — мать Милутина[20]. Поскольку у Иоанна I Дуки была другая  дочь Елена, вышедшая замуж за Гильома де Ла Роша, то Еленой не могли звать дочь Иоанна, ставшую женой Милутина[5].
4. ↑  Пробыв в браке в течение нескольких лет со своей первой женой, которая была дочерью правителя Фессалии, он отправил её на родину, и  женился на невестке своего брата, после того, как заставил её уйти из монастыря. Затем, поскольку  церковь уже давно выступала против такого нарушения, он её также отослал. И он женился на сестре Святослава, правителя Болгарии. У него не было детей ни от одной из трех.Григора[18]
5. ↑  Георгий Тертер был вынужден отдать дочь замуж за сына хана Ногая, Чаку, отправить своего сына и наследника Феодора Святослава заложником в Золотую Орду и признать себя вассалом Ногая, но это не спасло его царство от набегов татар. В итоге  Георгий отрёкся от престола и бежал в 1292 году в Византию[32].